# Bluebird Cargo
Pour les articles homonymes, voir Bluebird et BBD.
Bluebird Cargo (code AITA : BF ; code OACI : BBD) est une compagnie aérienne cargo régulière islandaise, fondée en 2000 et basée à l'aéroport international de Keflavík. 

## Histoire
Bluebird Cargo a été créée en 2000 et ses premiers vols ont eu lieu en mars 2001.

## Destinations
| Ville    | Pays     | AITA | OACI | Aéroport           | Note |
| -------- | -------- | ---- | ---- | ------------------ | ---- |
| Dublin   | Irlande  | DUB  | EIDW | Dublin             |      |
| Keflavik | Islande  | KEF  | BIKF | Reykjavik-Keflavík |      |
| Liège    | Belgique | LGG  | EBLG | Liège-Bierset      |      |

### Partage de codes

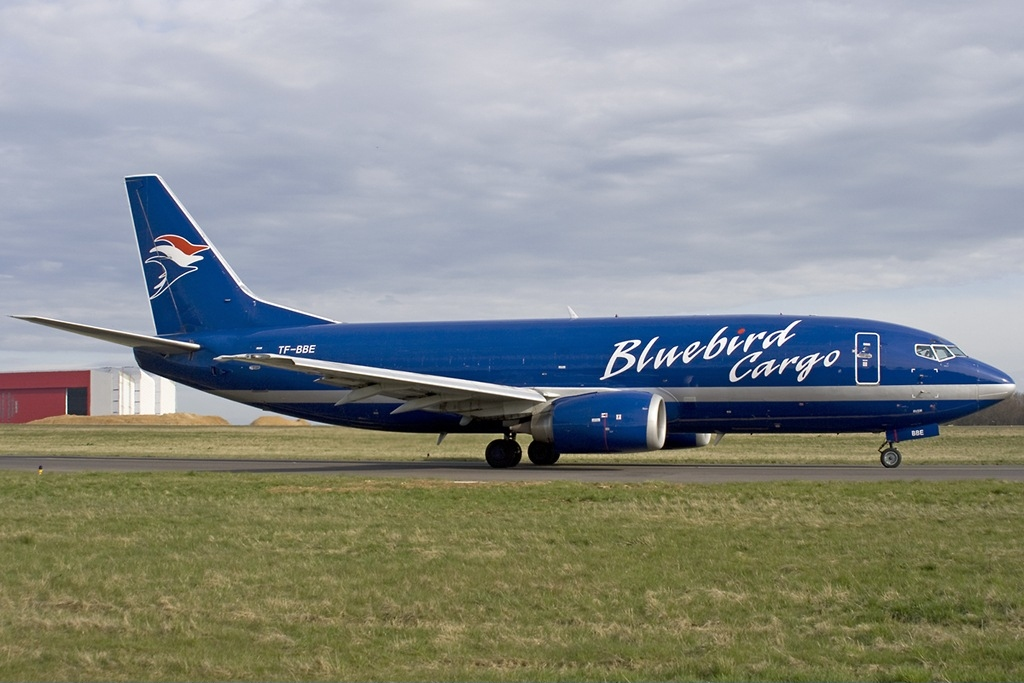
Boeing 737-300 de Bluebird Cargo

- Aer Lingus Cargo[3]
- UPS Cargo
- Emirates Sky Cargo

## Site internet
- Site de la compagnie